# Lets voetbalkampioenschap 1921
In 1921 werd het eerste voetbalseizoen gespeeld van het landskampioenschap van Letland. Van 1908 tot 1915 was er al een stadscompetitie in Riga, toen Letland nog deel uitmaakte van het Keizerrijk Rusland. Dit was de eerste competitie als onafhankelijke natie. Alle teams kwamen uit de hoofdstad Riga en Kaiserwald werd de eerste kampioen. De competitie werd niet voltooid door een onverwachtte vroege winter en wordt daarom niet altijd als officieel kampioenschap geteld. 

## Eindstand
| Plaats | Club       | Wed. | W | G | V | Saldo | Ptn. |
| ------ | ---------- | ---- | - | - | - | ----- | ---- |
| 1.     | Kaiserwald | 5    | 4 | 1 | 0 | 8-2   | 9    |
| 2.     | JKS        | 5    | 3 | 1 | 1 | 25-8  | 7    |
| 3.     | Union      | 6    | 3 | 0 | 3 | 9-12  | 6    |
| 4.     | Karaskola  | 6    | 0 | 0 | 6 | 1-21  | 0    |

|  | Kampioen   |
|  | Degradatie |

## Kampioen
| 1921. gada Latvijas čempionāts futbolā |
| Letland                                |
| -------------------------------------- |
| KAISERWALD Kampioen (1° titel)         |